# Tegulifolium
Tegulifolium là một chi rêu trong họ Schistochilaceae.